# Mircea-Anton Silvaș
Mircea-Anton Silvaș (n. 14 februarie 1943) este un deputat român în legislatura 1992-1996, ales în județul Prahova pe listele partidului PDSR. Înainte de 1992 a fost directorul minei din Filipeștii de Pădure, Prahova. După 1996 a fost viceprimar în aceeași localitate. Este căsătorit, are o fată. Este nepotul lui Teodor Silvas, vechi membru al PNȚCD.